# 국원초등학교
국원초등학교(國原初等學校)는 충청북도 충주시에 있는 공립 초등학교이다. BTL로, 업체에서 건물을 짓고 관리하되 교육청이 소유하는 방식이다.

## 연혁[2]
- 2006년 3월 15일: 교육인적자원부, 교육위원회, 도의회 BTL 사업 승인
- 2008년 3월 1일: 23학급 개교
- 2008년 3월 1일: 제1대 김해균 교장 부임
- 2009년 3월 1일: 충청북도교육청 지정 방과후 시범학교 운영
- 2009년 12월 31일: 충청북도 교육청 학교평가 우수교 표창
- 2009년 12월 31일: 충청북도 교육청 학교경영평가 최우수교 표창
- 2011년 3월 1일: 제2대 유연우 교장 부임
- 2011년 12월 31일: 충청북도충주교육지원청 BestSchool상 수상
- 2012년 11월 13일: 多 행복한 학교 만들기 우수학교 선정
- 2012년 12월 18일: 충청북도충주교육지원청 BestSchool상 수상
- 2013년 2월 20일: 제5회 졸업식 190명(총 788명)
- 2013년 3월 1일: 39학급 편성
- 2013년 9월 25일: 낙농진흥회 우유급식 우수학교 선정
- 2013년 12월 12일: 충청북도충주교육지원청 방과후학교 성과보고대회 대상 수상
- 2014년 1월 27일: 충청북도충주교육지원청 충주교육대상 학교경영 으뜸 수상
- 2014년 2월 19일: 제6회 졸업식 210명(총 999명)
- 2014년 3월 1일: 제3대 박태환 교장 부임
- 2014년 3월 1일: 40학급 편성
- 2014년 11월 20일: 행복교육대상
- 2014년 12월 30일: 폐전지 수거 캠페인 우수기관 선정
- 2015년 2월 16일: 제7회 졸업식 182명 (총 1,181명)
- 2015년 3월 2일: 2015학년도 시업식 (학급편성 40학급)
- 2016년 2월 18일: 제8회 졸업식 190명(총 1,371명)
- 2016년 3월 2일: 2016학년도 시업식(학급편성 42학급)
- 2016년 5월 31일: 제45회 전국소년체육대회 농구부 동메달 수상
- 2016년 6월 28일: 동편 교실 증축 (신관 10실)
- 2016년 9월 1일: 제4대 이명호 교장 부임
- 2016년 12월 22일: 급식소 현대화 공사 완공
- 2016년 12월 31일: 산하기관 부패방지 시책평가 우수기관 선정
- 2017년 2월 16일: 제9회 졸업식 180명 (총 1,551명)
- 2017년 3월 2일: 2017학년도 시업식 (학급편성 46학급)
- 2017년 5월 28일: 제46회 전국소년체육대회 수영(평영 50m) 은메달 수상
- 2018년 2월 18일: 제10회 졸업식 165명 (총 1,716명)
- 2018년 3월 2일: 2018학년도 시업식 (학급편성 46학급)
- 2018년 10월 13일: 제2회 전국 국악동요 부르기 대회 행복나래중창단 최우수상 수상
- 2018년 12월 19일: 2018. 전국 학교예술교육 공모전 우수상 수상
- 2019년 1월 10일: 제11회 졸업식 197명 (총 1,913명)
- 2019년 3월 1일: 제5대 안병호 교장 부임
- 2019년 3월 4일: 2019학년도 시업식(학급편성 47학급)
- 2019년 4월 2일: VR 가상현실스포츠실 개관식 개최
- 2019년 6월 15일: 제4회 보훈새싹동요대회 행복나래중창단 최우수상 수상
- 2019년 8월 20일: 2019 전국 유소년 하모니 농구리그 챔피언십 농구대회 남자부 3위
- 2019년 10월 9일: 한글사랑 우수학교 선정
- 2019년 12월 31일: 2019 학교예술교육 활성화 유공기관 교육부장관상 수상
- 2019년 12월 31일: 충북 컴퓨터영재(꿈나무)축제 우수학교 선정
- 2020년 1월 8일: 제12회 졸업식 171명(총 2,084명)
- 2020년 3월 2일: 2020학년도 시업 및 입학(학급편성 43학급)
- 2020년 10월 30일: 한글사랑 우수학교 선정
- 2020년 11월 21일: 2020 사랑의 일기 큰잔치 최우수상 수상
- 2021년 1월 8일: 제13회 졸업식 205명(총 2,289명)
- 2021년 3월 1일: 제6대 배승희 교장 부임
- 2021년 3월 2일: 2021학년도 시업 및 입학(학급편성 46학급)
- 2021년 10월 30일: 2021. 충주학교스포츠클럽대회 농구부 2위
- 2021년 10월 30일: 2021. 충주학교스포츠클럽대회 댄스부 2위
- 2021년 10월 30일: 2021. 충주학교스포츠클럽대회 축구부 2위
- 2021년 11월 21일: 2021. 제10회 교육장기 수영경기대회 종합우승
- 2021년 12월 28일: 2021. 제22회 충북컴퓨터꿈나무축제 우수 학교 표창
- 2022년 1월 10일: 제14회 졸업식 173명(총 1,118명)
- 2022년 3월 1일: 제7대 김인숙 교장 부임
- 2022년 3월 2일: 2022학년도 시업 및 입학(학급편성 43학급)

## 사진
- 주차장에서 본 국원초등학교.
- 국원초등학교 정문에 있는 환영 게시판